# Зелёная банда
Зелёная банда (кит. трад. 青幫, упр. 青帮, пиньинь Qīng Bāng) — китайская преступная группировка, действовавшая в Шанхае.

## История
Зелёная банда зародилась в XVIII веке как гильдия лодочников, живущих вдоль реки Янцзы. В каждой деревне у них имелись свои люди, у которых можно было поесть и переночевать. Когда Восстание тайпинов докатилось до Янцзы, товары стали возить морем; к тому же река изменила русло, и лодочники остались не у дел. Чтобы прокормиться, они занялись контрабандой соли — в то время право на соляную торговлю имел только император. Завезённый британцами в Китай опиум оказался гораздо прибыльнее, и Зелёная банда наладила сбыт наркотика от Шанхая до верхнего течения Янцзы. Она также контролировала проституцию, казино, рэкет и т. п.
В начале XX века и во время Синьхайской революции Зелёная банда поддерживала республиканцев. Криминальные боевики участвовали в революционных формированиях Чэнь Цимэя. В 1920-1930-е годы Зелёная банда была одной из самых влиятельных политических сил в Шанхае. В 1927 году по соглашению с властями иностранных концессий её боевики устроили массовую резню, истребив около 4 тысяч красногвардейцев. В благодарность за это Чан Кайши фактически легализовал торговлю опиумом на территории Шанхая — глава Зелёной банды Ду Юэшэн стал председателем правления Бюро по борьбе с опиумом.
Во время войны с Японией Зелёная банда поддерживала Чан Кайши.
После прихода к власти китайских коммунистов лидеры Зелёной банды эмигрировали из Шанхая и её деятельность прекратилась.

## Структура
Зелёная банда представляла собой систему землячеств и пополнялась за счёт крестьянской молодёжи, приезжавшей в Шанхай на заработки. Парни обращались к землякам, чтобы те помогли им найти работу и жильё, и за это соглашались беспрекословно подчиняться своим благодетелям.
Знаменитые лидеры Зелёной банды: Ду Юэшэн и Хуан Цзиньжун.